# Kihoku (Mie)
Kihoku (紀北町 Kihoku-chō?) es un pueblo localizado en la prefectura de Mie, Japón. En junio de 2019 tenía una población de 14.973 habitantes y una densidad de población de 58,4 personas por km². Su área total es de 256,53 km².

## Geografía

### Municipios circundantes
- Prefectura de Mie
  - Owase
  - Ōdai
  - Taiki
- Prefectura de Nara
  - Kamikitayama

## Demografía
Según datos del censo japonés, la población de Kihoku ha disminuido en los últimos años.
| Año del censo | Población |
| ------------- | --------- |
| 1995          | 22.478    |
| 2000          | 21.362    |
| 2005          | 19.963    |
| 2010          | 18.611    |
| 2015          | 16.338    |